# تیموتی دونر
تیموتی دونر جوان نیویورکی است که استعداد زیادی در فراگرفتن زبان‌ها دارد.وی به خاطر دانستن بیش از ۲۰ زبان مختلف که بعضی را بسیار شیوا صحبت می‌کند شهرت دارد.دونر اکنون می‌تواند ادعای یک فرد چندزبانه بودن را داشته باشد(چندزبانه عبارتی است که برای نخستین بار ریچارد هادسن آن را بکار برد).
زبان‌هایی که وی می‌تواند به آن‌ها سخن بگوید عبارتند از:
- انگلیسی
- فارسی
- فرانسوی
- آلمانی
- ایتالیایی
- هلندی
- ترکی
- روسی
- چینی
- عربی
- هوسه (زبان رایج در کشور نیجریه)
- ولوف (زبان رایج در کشور سنگال)
- ییدیش
- عبری
- پشتو

- اندونزیایی
- خوسایی (زبان رایج در آفریقای جنوبی)
- سواحلی (زبان رایج در شرق آفریقا)
- هندی
- اوجیبوی (یک زبان بومی در آمریکای شمالی)